# Amberana uncinata
Amberana uncinata är en insektsart som beskrevs av Arnold Jacobi 1917. Amberana uncinata ingår i släktet Amberana och familjen spottstritar.
Artens utbredningsområde är Madagaskar. Inga underarter finns listade i Catalogue of Life.